# Wizz Air Bulgaria

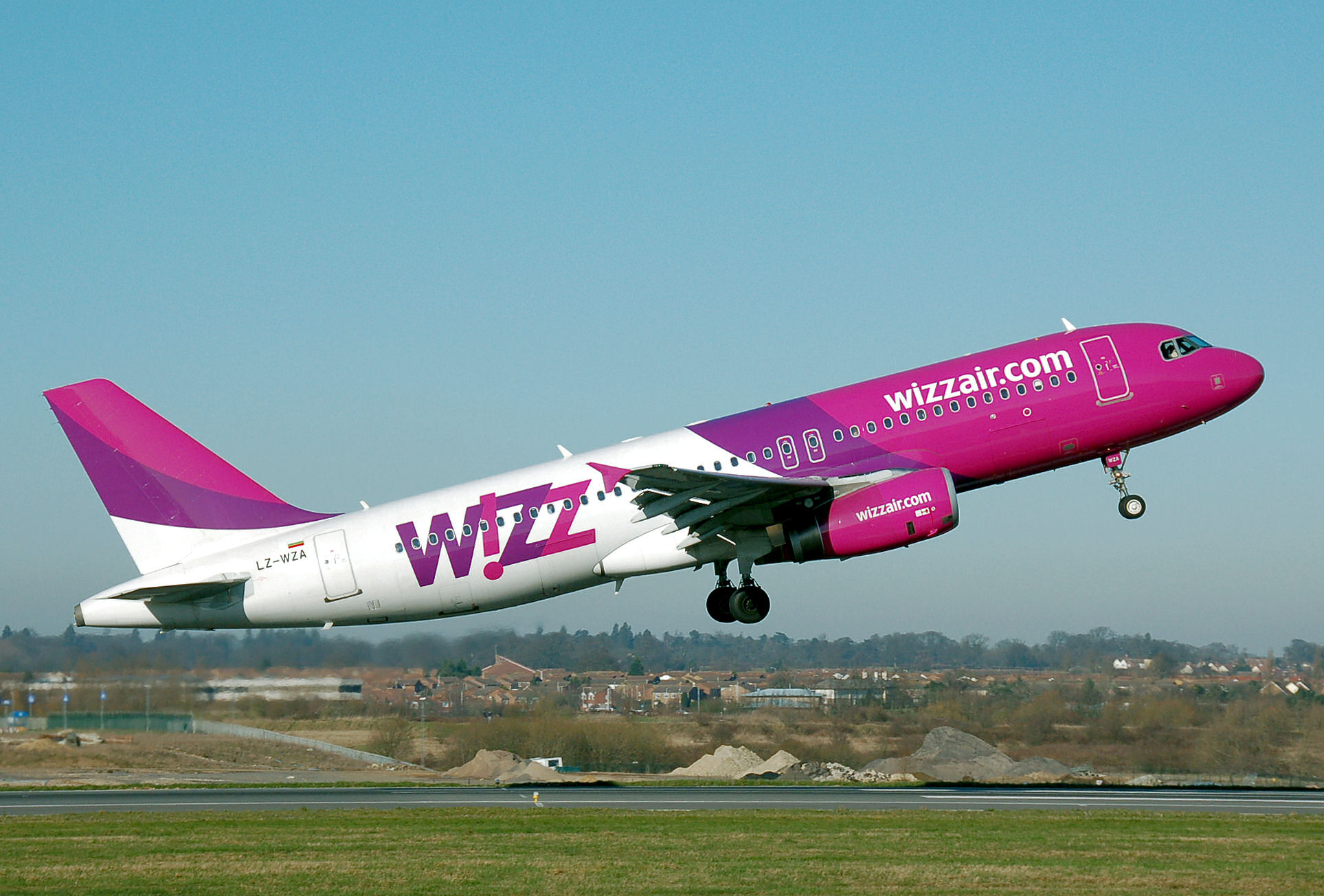
Samolot linii Wizz Air Bulgaria o numerze LZ-WZA

Wizz Air Bulgaria – nieistniejąca bułgarska tania linia lotnicza z siedzibą w Sofii. Była częścią linii Wizz Air. Obsługiwałą połączenia do krajów europejskich. Głównym węzłem był port lotniczy Sofia.

## Historia
Wizz Air Bulgaria zostały założone w 2005 jako spółka-córka Wizz Air Hungary, z zamiarem wejścia na rynek bułgarski. Linia odebrała pierwszy samolot 20 grudnia 2005. Kolejny w lipcu 2008, a ostatni w maju 2010. Linia zakończyła działalność 31 marca 2011.
Linia operowała 3 samolotami Airbus A320. Po zakończeniu działalności linia przekazała jeden samolot tureckim liniom Onur Air. Dwa pozostałe trafiły do Wizz Air.